# ФК Јагодина
ФК Јагодина, је бивши српски фудбалски клуб из Јагодине, који се у периоду од 2008—2016. такмичио у Суперлиги Србије. Домаће утакмице од 2018. игра на помоћном терену или терену у Табану. Пре тога је играо на стадиону ФК Јагодина, у Јагодини. Боје клуба су плава и бела.
Клуб је основан 14. октобра 1962. фузијом три градска клуба, ФК Морава, ФК Јединство и ФК Каблови. 
После одустајања од такмичења у Српској лиги Исток, ФК Јагодина је избачена у 8 ранг такмичења, а ФК Табане 1970 је преименован и пребачен у Јагодину у сезони 2018/19. и наставио такмичење у Српској лиги Исток под именом ФК Јагодина Табане. ФК Јагодина је 09.09.2020. ушла у стечајни поступак.

## Историја

### Историја од 1962 до 2005.
Фузијом три клуба, ФК Морава, ФК Јединства и ФК Каблови, 14. октобра 1962. настаје ФК Јагодина, због жеље општинских власти да фудбал подигне на виши ниво али и немогућности финансирања три клуба у граду.
Један од кључних разлога фузије и стварање новог клуба је био и одлука Индустрије Каблова "Моша Пијаде" да новац убудуће издваја за радничка одмаралишта и радничко-рекреативне игре,тиме је задат тежак ударац развоју врхунског фудбала у граду а последица је била више деценијско таворење.
Позитивна страна што је вишак фудбалера тада отишао да игра у околна села Глоговац,Рибаре,Драгоцвет,Мајур која су постигла врло брзо и добре резултате а поједина су изборила и пласман у тада веома јаку Шумадијско-Поморавску лигу.
ФК Јагодина није бележила запажене резултате, клуб се углавном налазио у четвртом и повремено у трећем степену такмичења. Једини изузетак је сезона 1993/94., када је изборен пласман у Другу Б Савезну лигу,после победе у квалификацијама над крагујевачким Радничким. Међутим,ФК Јагодина се у Другом рангу задржала само по једну сезону. Највише због просечних а некада и јако слабих резултата, памти се и таворење у слабашној Поморавској зони,фудбал у Јагодини није имао жељени ниво и квалитет,последица тога да је фудбал у граду често био трећи па чак и четврти спорт,после бокса,женског рукомета и мушке кошарке.

### Историја од 2005 до 2018.
Преломни моменат у развоју фудбала у граду је одлука Драгана Марковића Палме,председника Општине,да клуб подигне на професионални ниво. Тако је коначно клуб добио професионалну организацију,велика улагања и резултати су врло брзо стигли.
Пласманом у трећи степен такмичења захваљујући одустајању од такмичења ФК Јединства из Доње Мутнице, значио је излазак из Зоне, што је било понижавајући ранг за ФК Јагодину, најавио је године резултатских успеха у свим категоријама.
Повратак у други степен такмичења, сада Прву лигу Србије, ФК Јагодина остварује у сезони 2007/08., када успева да већ у првој сезони као другопласирана екипа на табели избори историјски успех и пласман у елитни ранг, Суперлигу Србије. У првој суперлигашко сезони, 2008/09., Јагодина је успела да избори опстанак и завршила сезону као десетопласирана, само два места изнад зоне испадања. Наредна сезона је донела најбољи резултат у историји клуба, шесто место на табели Суперлиге, али већ у сезони 2010/11. клуб поново завршава у доњем делу табеле, на 12-ом месту.
Сезона 2011/12. је била једна од најуспешнијих у клупској историји, пошто је Јагодина сезону у Суперлиги завршила на четвртом месту и тако обезбедила учешће у Лиги Европе за наступајућу сезону. Такмичење у Лиги Европе за сезону 2012/13. Јагодина је завршила већ у првом колу квалификација, где је поражена од казахстанског Ордабасија.
У сезони 2012/13, Јагодина је освојила Куп Србије први пут у историји клуба. У финалу су победили Војводину са 1:0, а гол одлуке је постигао Милан Ђурић из пенала у 15. минуту. Такође у тој сезони су поновили успех из прошле сезоне где су завршили као четврти у Супер лиги Србије.
Јагодина је као освајач Купа Србије играла против Рубина из Казања у другом колу квалификација за Лигу Европе, међутим изгубили су у оба меча: код куће 2:3 и у гостима 0:1 иако су пружили добар отпор Русима.
У сезони 2013/14 Јагодина наставља да бележи добре и игре резултате. У првенству су завршили као трећепласирана (што је њихов највећи успех клуба). Иако су изгубили у финалу Купа Србије од Војводине 2-0, Јагодина је играла 2. коло квалификација за Лигу Европе против румунског Клужа. Након 0:0 у гостима, Јагодина је изгубила у реванш мечу код куће са 1:0. Сезона 2015/16. је последња у Првом рангу,када после 8 сезона,клуб испада у нижи ранг.
Нажалост, брзи успон следио је исто тако и брзи пад. Клуб и Град нису били у стању да прате успехе терену и клуб је почео да гомила огромне дугове који су кулминирали у лето 2018. године, због чега је ФК Јагодина одустала од такмичења и прешла у аматеризам, а како би град Јагодина и даље имао учесника у Српској лиги Исток, њена филијала је пребачена у Јагодину и преименована је у ФК Јагодина Табане.
Након испадања из Прве лиге Србије у Српску лигу Исток након сезоне 2017/18 клуб игра у најнижем рангу српског фудбала Друга Градска лига Јагодина.

### Клуб након финансијског краха 2018.
Контроверзе,недостатак правих информација и веома лоша реакција јавности на одустајање клуба од такмичења, довело је до тога да се оглашава и само руководство нејасним и конфузним објашњењима.
Председник клуба, Горан Милановић је у августу 2018. говорио стању клуба, те демантовао тврдње да је клуб угашен. Најавио је такмичење у седмом рангу са екипом сачињеном од играча из млађих категорија.
Клуб је у сезони 2018/19 играо осму лигу, Другу лигу Јагодине, на помоћном терену или терену у Табану, функционише на аматерском нивоу и бележио је јако лоше резултате са околним селима Јагодине. Иста ситуација је била и следеће сезоне. Након прекида такмичења на полусезони због Корона вируса, Јагодина је завршила на последњем 4. месту са -2 бода (једна нерешена и пет пораза). Решењем Привредног суда у Крагујевцу (пословни број 1. Ст. 11/2020) од 09.09.2020. године је над клубом започет стечајни поступак.

## Стадион
Јагодина је до 2018. домаће утакмице играла на стадиону ФК Јагодина, познатом и као стадион под Ђурђевим брдом. Капацитет првобитног стадиона изграђеног 1957. је био 20.000 гледалаца али је од 2007. до 2009. извршена комплетна реконструкција стадиона и сада има капацитет од 10.000 места.
Стадион је у почетку могао да прими и до 20.000 гледалаца,колико их је било на бокс-мечевима Боксерског Клуба Каблови,популарних Вукова,што је и данас апсолутни рекорд у историји свих јагодинских спортова.

## Навијачи
Навијачки покрет у Јагодини настао је почетком осамдесетих. Прва навијачка група се називала Extreme, претежно састављена од навијача ФК Црвена звезда и ФК Партизан који су, у данима кад њихови клубови нису играли, навијали за свој локални клуб, те пратили организовано ФК Јагодину и ЖРК Металку ( садашњи ЖРК Јагодина ). Постојала је све до почетка деведесетих година када се и гаси. Уласком ФК Јагодине у Другу савезну лигу СР Југославије 1993/94. настала је нова навијачка група, овога пута са другачијим називом, Mafia, о којој је својевремено извештавао и навијачки часопис Cao Tifo. Како је фудбал у Јагодини пао на ниске граде, и група је престала да постоји.
У сезони 2004/05. Јагодина је почела да бележи вртоглаве успехе, па се јавила нова група са старим именом Extreme која је навијала све до уласка у Суперлигу 2008. године када је група прешла у бојкот из разлога, како сами кажу, неслагања са управом. Јагодина је све до сезоне 2011/12. била без озбиљније подршке у Суперлиги ( покушај навијања око групе Армија је био кратког даха ) када је на сцену ступила нова група, у којој су доминирале подгрупе Патриоте и Плава Легија, која се окупља прво на западној а касније и на северној трибини. Већ на крају сезоне, подгрупа Патриоте престаје да постоји, док се остале подгрупе окупљају на истој, северној трибини, уједињени око идеје навијања само за локалне клубове без условљавања, тако да је група Бригада данас једина на навијачкој сцени Јагодине.

## Клубови у граду од 1962
Након одлуке о Фузији три градска клуба, ФК Морава, ФК Јединства и ФК Каблови, 14. октобра 1962. и формирања ФК Јагодина град има само један јак клуб,што је за град недовољно. Долази у почетку до одлива играча у околна села,ипак јављају се нови аматерски клубови што вољом играча који нису могли да играју у ФК Јагодина што и жељом појединих Радних организација да имају своје клубове.
Неки клубови су постојали јако кратко а неки дуже,ниједан клуб није имао снаге да угрози ФК Јагодину ни резултатски а ни организационо,тако да су сви били у сенци ФК Јагодине. Постојали су ФК Пиварац 1962-1978,ФК Трговачки 1967-1974,ФК Табане 1970-2013,ФК Будућност 1972-1985,ФК Пут 1978-2002,ФК Морава-Промет 1983-1985(променили име у ФК Трговачки од 1985),ФК Каблови Колонија ФКС 1982-1988,1990/91,ФК Палас 1986-1990,ФК Колонија 2010-2015 и још пар клубова који су се јако кратко такмичили ФК Црвена звезда 1996/97,ФК Задругар 1982-1985,ФК Музичар 1976/77,ЈСК 1971/72

## Филијала ФК Јагодина
ФК Трговачки је званична филијала ФК Јагодина.
Као последица великих успеха али и жеље да концентрација квалитетних играча који излазе из млађих категорија буду у оквиру једног клуба,по узору на велике светске клубе ФК Јагодина од сезоне 2011/12 и званично добија свој пратећи клуб.
Пласманом из Окружне лиге у Поморавско-тимочку зону па потом и у Српску лигу Исток, ФК Трговачки и званично постаје филијала ФК Јагодина.
Од сезоне 2013/14 због јачања инфраструктуре,клуб мења назив у ФК Табане-Трговачки а од 2014/15 у Табане 1970.
Клуб у лето 2018 поново мења име,овога пута у ФК Јагодина Табане.

## Успеси
| Такмичење                | Такмичење                | Број                     | Година                   |                          |                          |
| Национална такмичења - 1 | Национална такмичења - 1 | Национална такмичења - 1 | Национална такмичења - 1 | Национална такмичења - 1 | Национална такмичења - 1 |
| Национално првенство     | Национално првенство     | Национално првенство     | Национално првенство     | Национално првенство     | Национално првенство     |
| ------------------------ | ------------------------ | ------------------------ | ------------------------ | ------------------------ | ------------------------ |
| Првенство Србије         | Првак                    | 0                        | /                        |                          |                          |
| Првенство Србије         | Други                    | 0                        | /                        |                          |                          |
| Првенство Србије         | Трећи                    | 1                        | 2013/14.                 |                          |                          |
| Национални куп - 1       |                          |                          |                          |                          |                          |
| Куп Србије               | Победник                 | 1                        | 2012/13.                 |                          |                          |
| Куп Србије               | Финалиста                | 1                        | 2013/14.                 |                          |                          |

## Новији резултати
| Сезона   | Ранг | Лига                        | Позиција | ИГ | Д  | Н  | П  | ГД | ГП | ГР  | Бод     | Куп                  |
| -------- | ---- | --------------------------- | -------- | -- | -- | -- | -- | -- | -- | --- | ------- | -------------------- |
| 2006/07. | 3    | Српска лига Исток           | 1.       | 34 | 21 | 7  | 6  | 78 | 28 | +50 | 70      | Није се квалификовао |
| 2007/08. | 2    | Прва лига Србије            | 2.       | 34 | 15 | 13 | 6  | 37 | 19 | +18 | 58      | Није се квалификовао |
| 2008/09. | 1    | Суперлига Србије            | 10.      | 33 | 10 | 4  | 19 | 28 | 47 | -19 | 34      | Осмина финала        |
| 2009/10. | 1    | Суперлига Србије            | 6.       | 30 | 12 | 7  | 11 | 38 | 34 | +4  | 43      | Четвртфинале         |
| 2010/11. | 1    | Суперлига Србије            | 12.      | 30 | 8  | 8  | 14 | 26 | 33 | -7  | 32      | Четвртфинале         |
| 2011/12. | 1    | Суперлига Србије            | 4.       | 30 | 14 | 9  | 7  | 34 | 20 | +14 | 51      | Осмина финала        |
| 2012/13. | 1    | Суперлига Србије            | 4.       | 30 | 15 | 5  | 10 | 35 | 26 | +9  | 50      | Победник             |
| 2013/14. | 1    | Суперлига Србије            | 3.       | 30 | 13 | 9  | 8  | 40 | 30 | +10 | 48      | Финалиста            |
| 2014/15. | 1    | Суперлига Србије            | 10.      | 30 | 10 | 5  | 15 | 38 | 45 | -7  | 35      | Полуфинале           |
| 2015/16. | 1    | Суперлига Србије            | 16.      | 37 | 5  | 13 | 19 | 29 | 61 | -32 | 15 (28) | Четвртфинале         |
| 2016/17. | 2    | Прва лига Србије            | 7.       | 30 | 12 | 5  | 13 | 39 | 35 | +4  | 41      | Осмина финала        |
| 2017/18. | 2    | Прва лига Србије            | 16.      | 30 | 3  | 7  | 20 | 16 | 59 | -43 | 10      | Шеснаестина финала   |
| 2018/19. | 8    | Друга Градска лига Јагодине | 6.       | 20 | 3  | 2  | 15 | 45 | 80 | -35 | 11      | Није се квалификовао |
| 2019/20. | 8    | Друга Градска лига Јагодине | 4.       | 6  | 0  | 1  | 5  | 5  | 19 | -14 | -2      | Није се квалификовао |

## ФК Јагодина у европским такмичењима
| Сезона   | Такмичење   | Коло        | Држава    | Клуб        | Дом. | Гост | Укупно | Укупно |
| -------- | ----------- | ----------- | --------- | ----------- | ---- | ---- | ------ | ------ |
| 2012/13. | Лига Европе | 1. коло кв. | Казахстан | Ордабаси    | 0:1  | 0:0  | 0:1    |        |
| 2013/14. | Лига Европе | 2. коло кв. | Русија    | Рубин Казањ | 2:3  | 0:1  | 2:4    |        |
| 2014/15. | Лига Европе | 2. коло кв. | Румунија  | Клуж        | 0:1  | 0:0  | 0:1    |        |

## Тренери
- Миљојко Гошић (30. јун 2007 – 25. децембар 2008)
- Ненад Миловановић (децембар 2008 – 2. мај 2009)[5]
- Миљојко Гошић (привремени) (3. мај 2009 – 15. мај 2009)[6]
- Небојша Максимовић (15. мај 2009 – јун 2009)
- Младен Додић (јун 2009 – октобар 2010)
- Миљојко Гошић (октобар 2010 – април 2011)
- Јовица Шкоро (април 2011 – јун 2011)
- Симо Крунић (јул 2011 – јун 2013) куп Србије
- Младен Додић (јун 2013 – 2014)